# Christian Poulsen (skakspiller)
Christian Poulsen (Rind, født 16. august 1912, død 19. april 1981) var en dansk skakspiller. Han blev kaldt Plovjernet på grund af hans kombinatoriske stillestil som kunne "pløje" hans modstanderes stilling op.
Poulsen arbejdede på en gård i Danmark, fra han var syv år, sammen med sine brødre, og han modtog aldrig nogen form for formel skolegang. Fra en tidlig alder hjalp han med at få gjort ufrugtbar jord til landbrugsjord i Jylland. Han giftede sig med en svensk kvinde, der hed Hallgren til efternavn, og de fik en søn ved navn Øjvin Hallgren.
Han vandt danmarksmesterskabet i skak to gange (i 1945 og 1952), og han nåede finalen tre gange, hvor han tabte (i 1939, 1940 og 1951).
Poulsen repræsenterede Danmark under den tredje uofficielle skakolympiade i München i 1936, og fem gange ved den officielle skakolympiade (1937, 1939, 1950, 1952 og 1956). Han spillede også adskillige venskabskampe: Skandinavien vs. Tyskland (Bremen 1938), Danmark vs. Norge (Oslo 1947, Oslo 1952), og Danmark vs. Sverige (Saltsjöbaden 1948, København 1949).
Han fik en delt 5.-6. plads i Beverwijk i 1951 (ved Hoogovensturneringen som Herman Pilnik vandt), og han fik en delt 4.-5. plads i Viborg Jubilee i 1957 (Ludwig Rellstab vandt).